# Pyralis lienigialis
Pyralis lienigialis is een vlinder uit de familie snuitmotten (Pyralidae). De wetenschappelijke naam is voor het eerst geldig gepubliceerd in 1843 door Zeller.
De soort komt voor in Europa.